# Исабела Арагонска (Франция)
Вижте пояснителната страница за други личности с името Исабела Арагонска.
Исабела Арагонска (на френски: Isabelle d'Aragon, на арагонски: Isabel d'Aragón, на каталонски: Elisabet d'Aragó i d'Hongria; * 1247; † 28 януари 1271) е инфантa на Арагон и кралица на Франция (1270 – 1271), съпруга на френския крал Филип III.

## Произход брак
Исабела е четвърта дъщеря на Хайме I Завоевателя, крал на Арагон, Валенсия и Майорка, и неговата втора съпруга принцеса Йоланда Унгарска, дъщеря на унгарския крал Андрей II. По бащина линия е внучка на Педро II Арагонски, първия васал на папата сред арагонските крале и участник в Албигойския кръстоносен поход, а също и на Мария дьо Монпелие. По майчина линия произхожда от унгарската династия на Арпадите и се пада внучка на крал Андрей II, предприел Петия кръстоносен поход, и Йоланда дьо Куртене, принцеса на Латинската империя.
На 28 май 1262 в Клермон Исабела се омъжва за престолонаследника на френския престол Филип III (* 3 април 1245; † 5 октомври 1285). Венчавката е в катедралния храм Клермон.

## Кралица на Франция
През 1270 г., след смъртта на брат си Луи, Филип III става крал на Франция.
Исабела придружава съпруга си Филип III в Тунис по време на Осмия кръстоносен поход. На връщане Изабела и Филип III спират в Козенца, Калабрия. Когато кралската двойка потегля отново към Франция, на 11 януари 1271 г. Исабела, която е бременна в шестия месец, пада от коня си. Инцидентът предизвиква преждевременни родилни болки и кралицата ражда мъртво момче. Самата тя не успява да се съвземе от травмата и умира седем дни по-късно, на 28 януари. Филип III отнася тялото на съпругата си и мъртвородения им син във Франция, където те са погребани в кралската гробница в базиликата „Сен Дени“.
Гробът на Исабела, както и много други, е обруган по време на Френската революция.

## Деца
Исабела и Филип имат четири деца:
- Луи (1264 − 1276),
- Филип IV Красиви (1268 − 1276), крал на Франция (1285 – 1314)
- Роберт (1269 – 1271)
- Шарл Валоа (1270 − 1325), граф на Валоа, родоначалник на династията Валоа